# Moutaïb ben Abdelaziz Al Rachid
Moutaïb ben Abdelaziz Al Rachid est le septième émir de Haïl de la dynastie Al Rachid (1906-1907).
Il fut tué par son cousin.